# Шпигати
Шпига́ти, по-рядко и в ед. число: Шпигат (на нидерландски: spiegat от на нидерландски: spuiten „пръскам, изливам“ и на нидерландски: gat „отвор“) – отвор в палубата или във фалшборда на плавателен съд за изливане зад борда на водата, която съда е приел при заливане от вълни, валежи, гасене на пожари, почистване на палубите и др.
При проектирането и строителството на съда шпигатите се разполагат в местата на възможното натрупване на вода, например, в най-ниските точки на палубите. Шпигатите, разположени в палубата, обикновено са снадени с тръба, през която водата се отвежда на самотек непосредствено зад борда или на съответните по-долни открити палуби. За предотвратяване на обратен поток вода при удар на вълна отводната тръба при борда често се затваря от невъзвратен клапан.
Също така шпигат се нарича и отвора в дънните надлъжни греди на съда, служещ за стичане на останките от течния баласт или течния товар към приемните гърловини или очистителната система.
На платноходите шпигатите, разположени във фалшбордовете, често се използват за прокарване на въжетата на бягащия такелаж.